# Рамон Платеро
Рамон Пердомо Платеро (ісп. Ramón Perdomo Platero) — уругвайський футбольний тренер.

## Кар'єра
Платеро очолював збірну Уругваю на чемпіонаті Південної Америки, на якому уругвайці здобули перемогу. У тому ж році збірною був виграний Кубок Ньютона, а два роки потому — Кубок Ліптона.
У 1919 році Рамон виїхав у Бразилію, де очолив «Флуміненсе», який здобув перемогу в розіграші чемпіонату штату Ріо-де-Жанейро. Після цього у 1920 році очолював «Сантос».
У 1921 році він став головним тренером клубу «Фламенго». 13 травня команда під його керівництвом провела перший матч, в якому зіграла внічию з «Бангу» 3:3. Усього під його керівництвом клуб зіграв 9 матчів, з яких виграв три, а два звів внічию.
На наступний рік уругваєць став тренером «Васко да Гами». У перший же рік клуб зміг виграти серію В чемпіонату Ріо-де-Жанейро, а два наступних — два титули чемпіона штату. У період перебування на посаді головного тренера «Васко», Платеро очолював збірну Бразилії на південноамериканському чемпіонаті, де бразильці виграли срібні медалі.
Потім тренер працював в «Ботафого», двічі в «Палмейрасі», «Васко» і «Сан-Паулу».

## Досягнення
- Чемпіон Південної Америки: 1917
- Володар Кубка Ньютона: 1917
- Володар Кубка Ліптона: 1919
- Чемпіон штату Ріо-де-Жанейро: 1919, 1923, 1924